# Coloni FC188B

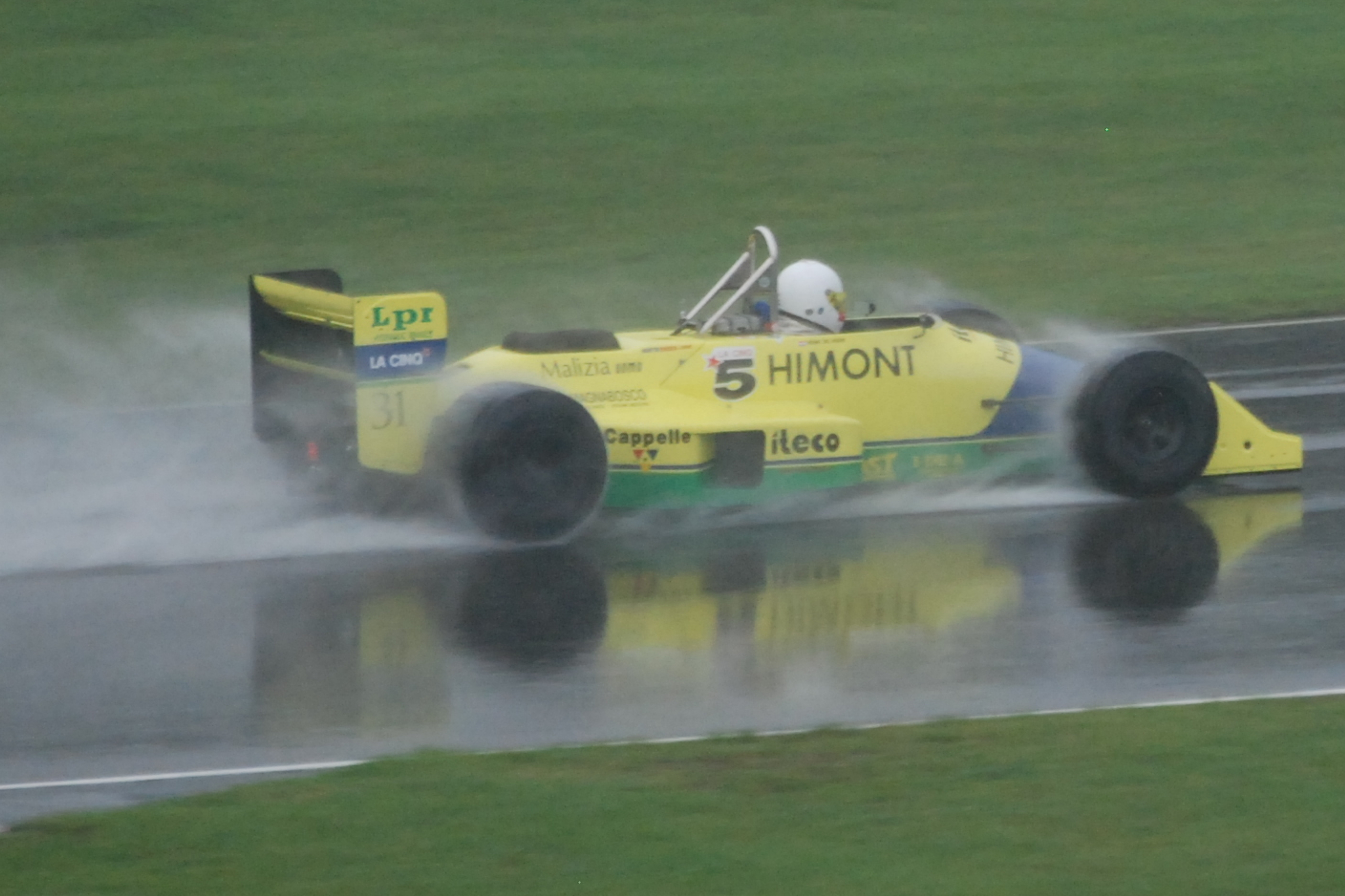
Der Coloni FC188B in der Lackierung von 1989

Der Coloni FC188B war ein Formel-1-Auto des italienischen Motorsportteams Coloni, das in der zweiten Hälfte der Saison 1988 in der ersten Saisonhälfte 1989 zu elf Großen Preisen gemeldet wurde. Das Auto war erfolglos; das Team konnte sich mit ihm nur für drei Rennteilnahmen qualifizieren und erreichte eine Zielankunft. Im Laufe des Jahres 1989 wurde der FC188B durch den Coloni C3 ersetzt.

## Die Technik
Der Coloni FC188B war eine Weiterentwicklung des 1988 vorgestellten FC188. Bei dem FC188B handelte es sich nicht um neu aufgebauten Fahrzeuge; vielmehr hatte Coloni die beiden jüngsten Exemplare der drei 1988 hergestellten FC188 nachträglich zu B-Modellen aufgerüstet. Die grundlegenden Strukturen des FC188, die ihrerseits auf den FC187 von 1987 zurückzuführen waren, blieben unverändert: Das Chassis, die Aufhängung und die Antriebstechnik wurden unmodifiziert für das B-Modell übernommen; gleiches galt für zahlreiche Teile der Karosserie. Neue Elemente des B-Modells waren vor allem überarbeitete, kürzere Seitenkästen, in denen die Kühler eine andere Position erhielten, sowie eine veränderte Auspuffanlage und neue Front- und Heckflügel. Äußerlich war der FC188B vor allem an den kleineren und weiter nach hinten verlegten Luftaustrittsöffnungen in den Seitenkästen erkennbar. Vor Beginn der Saison 1989 gab es weitere kleine Verbesserungen. Der FC188B war ein schweres Auto. Nach Aussage von Pierre-Henri Raphanel belief sich das Übergewicht Anfang 1989 auf etwa 50 kg.
Als Antrieb diente weiterhin ein Achtzylindermotor von Cosworth. 1988 verwendete das Team einen DFZ-Motor, der von Novamotor vorbereitet wurde, 1989 war es ein von Mader präparierter DFR.

## Die Renneinsätze
Der Coloni FC188B wurde Saison 1988 zu fünf und im Frühjahr 1989 zu sechs Großen Preisen gemeldet.

### Formel-1-Saison 1988
Der gelb lackierte FC188B debütierte beim Großen Preis von Italien 1988 in Monza. Colonis einziger Fahrer war wie in der gesamten Saison 1988 Gabriele Tarquini. In Monza verpasste Tarquini ebenso wie später in Australien die Qualifikation, in Spanien und Japan scheiterte er bereits an der Vorqualifikation. Nur am Großen Preis von Portugal nahm Tarquini teil. Er beendete das Rennen als Elfter. Das war die letzte Zielankunft in dem bis 1991 dauernden Formel-1-Engagement Colonis.

### Formel-1-Saison 1989
1989 meldete Coloni zwei gelb-grün lackierte Fahrzeuge vom Typ FC188B. Sie sollten die Zeit überbrücken, bis der von Christian Vanderpleyn konstruierte C3 einsatzbereit war. Die FC188B erwiesen sich neben den Wagen von EuroBrun und AGS als die schwächsten Autos des Starterfeldes.
Fahrer des FC188B waren 1989 Roberto Moreno und Pierre-Henri Raphanel. Moreno war in der ersten Saisonhälfte 1989 von der Teilnahme an der Vorqualifikation befreit, Raphanel hingegen unterlag der Vorqualifikation. Beide Fahrer konnten sich nur zu jeweils einem Rennen – dem Großen Preis von Monaco - qualifizieren. Hier schieden allerdings beide frühzeitig nach Motorschäden aus. Coloni hatte in die beiden Autos alte, abgenutzte Getriebeteile eingebaut, weil neue Getriebe dem kommenden C3 vorbehalten waren.
Ab dem Großen Preis von Kanada setzte das Team für beide Fahrer den neuen C3 ein. In der Vorqualifikation zum Großen Preis von Ungarn erschien der  FC188B allerdings noch einmal mit Pierre-Henri Raphanel, der zwei Wochen zuvor seinen C3 so schwer beschädigt hatte, dass ein Einsatz in Ungarn ausgeschlossen war. Auch hier scheiterte Raphanel an der Vorqualifikation.

## Resultate
| Fahrer               | Nr.                  | 1 | 2 | 3 | 4 | 5 | 6 | 7 | 8 | 9 | 10 | 11 | 12  | 13 | 14   | 15   | 16  | Punkte | Rang |
| -------------------- | -------------------- | - | - | - | - | - | - | - | - | - | -- | -- | --- | -- | ---- | ---- | --- | ------ | ---- |
| Formel-1-Saison 1988 | Formel-1-Saison 1988 |   |   |   |   |   |   |   |   |   |    |    |     |    |      |      |     | 0      | -    |
| G. Tarquini          | 31                   |   |   |   |   |   |   |   |   |   |    |    | DNQ | 11 | DNPQ | DNPQ | DNQ | 0      | -    |

| Fahrer               | Nr.                  | 1    | 2    | 3   | 4    | 5    | 6 | 7 | 8 | 9 | 10   | 11 | 12 | 13 | 14 | 15 | 16 | Punkte | Rang |
| -------------------- | -------------------- | ---- | ---- | --- | ---- | ---- | - | - | - | - | ---- | -- | -- | -- | -- | -- | -- | ------ | ---- |
| Formel-1-Saison 1989 | Formel-1-Saison 1989 |      |      |     |      |      |   |   |   |   |      |    |    |    |    |    |    | 0      | -    |
| R. Moreno            | 31                   | DNQ  | DNQ  | DNF | DNQ  | DNQ  |   |   |   |   |      |    |    |    |    |    |    | 0      | -    |
| P. Raphanel          | 32                   | DNPQ | DNPQ | DNF | DNPQ | DNPQ |   |   |   |   | DNPQ |    |    |    |    |    |    | 0      | -    |

| Legende  | Legende            | Legende                                                          |
| Farbe    | Abkürzung          | Bedeutung                                                        |
| -------- | ------------------ | ---------------------------------------------------------------- |
| Gold     | –                  | Sieg                                                             |
| Silber   | –                  | 2. Platz                                                         |
| Bronze   | –                  | 3. Platz                                                         |
| Grün     | –                  | Platzierung in den Punkten                                       |
| Blau     | –                  | Klassifiziert außerhalb der Punkteränge                          |
| Violett  | DNF                | Rennen nicht beendet (did not finish)                            |
| Violett  | NC                 | nicht klassifiziert (not classified)                             |
| Rot      | DNQ                | nicht qualifiziert (did not qualify)                             |
| Rot      | DNPQ               | in Vorqualifikation gescheitert (did not pre-qualify)            |
| Schwarz  | DSQ                | disqualifiziert (disqualified)                                   |
| Weiß     | DNS                | nicht am Start (did not start)                                   |
| Weiß     | WD                 | zurückgezogen (withdrawn)                                        |
| Hellblau | PO                 | nur am Training teilgenommen (practiced only)                    |
| Hellblau | TD                 | Freitags-Testfahrer (test driver)                                |
| ohne     | DNP                | nicht am Training teilgenommen (did not practice)                |
| ohne     | INJ                | verletzt oder krank (injured)                                    |
| ohne     | EX                 | ausgeschlossen (excluded)                                        |
| ohne     | DNA                | nicht erschienen (did not arrive)                                |
| ohne     | C                  | Rennen abgesagt (cancelled)                                      |
| ohne     | keine WM-Teilnahme |                                                                  |
| sonstige | P/fett             | Pole-Position                                                    |
| sonstige | 1/2/3/4/5/6/7/8    | Punktplatzierung im Sprint-/Qualifikationsrennen                 |
| sonstige | SR/kursiv          | Schnellste Rennrunde                                             |
| sonstige | *                  | nicht im Ziel, aufgrund der zurückgelegten Distanz aber gewertet |
| sonstige | ()                 | Streichresultate                                                 |
| sonstige | unterstrichen      | Führender in der Gesamtwertung                                   |